# Shallow Water Combat Submersible
Le Shallow Water Combat Submersible (SWCS) est un submersible habité et un type de véhicule de livraison de nageurs qui devrait être utilisé pour transporter les Navy SEALs des États-Unis et leur équipement pour des opérations spéciales. Il remplacera l’actuel SEAL Delivery Vehicle Mark 8. La marine prévoyait d’introduire le SWCS en 2018, mais un « glissement dans son développement » a retardé son introduction jusqu’en 2019. En 2020, la marine américaine a déclaré qu’il subissait des essais en mer et des tests,. En octobre 2018, deux sous-marins ont été livrés à la marine tandis que deux autres étaient en construction. Le SWCS servira aux côtés du Dry Combat Submersible (DCS), un sous-marin de poche à l’intérieur sec développé par Lockheed Martin en remplacement de l'Advanced SEAL Delivery System (ASDS) annulé.

## Historique
Le programme SWCS a été lancé en 2008, après l’annulation de l’ASDS, le remplaçant prévu du SEAL Delivery Vehicle Teledyne Brown Engineering a obtenu en 2011 le contrat de 383 millions de dollars pour développer le SWCS, qui prévoit la construction de 10 submersibles et d’un navire-école, dont le premier devait entrer en service en 2018. Cependant, les retards et les dépassements de coûts ont commencé dès 2015, ce qui a conduit le Congrès à réduire de moitié les fonds disponibles pour le programme dans la loi d’autorisation de la défense nationale pour l’exercice 2016. En mai 2018, le prototype du bateau avait été construit et était en cours de test,, tandis que sa mise en service a été repoussée à 2019. En octobre 2018, deux sous-marins avaient été livrés à la marine.
En septembre 2018, la Defense Security Cooperation Agency a informé le Congrès de la vente possible de 3 SWCS au Royaume-Uni pour un total de 90 millions de dollars.

## Conception
Le SWCS est 30 cm plus long et 15 cm plus haut que son prédécesseur, le SDV Mark 8. Le SWCS aura une plus grande autonomie et une capacité de charge utile plus élevée que son prédécesseur. Il sera également plus lourd de 1,8 tonnes que son prédécesseur. Sa coque est en aluminium. Le SWCS disposera également de systèmes informatiques plus avancés et de meilleurs systèmes de navigation, avec de nouveaux systèmes comprenant un « mât de détection » avec un périscope électro-optique, une communication sans fil et filaire entre les membres d’équipage, des détecteurs sonar et un amarrage automatique assisté par sonar. Le bus informatique et le mât de capteurs sont conçus comme des systèmes modulaires, de sorte que les capteurs ou systèmes peuvent être échangés selon les besoins d’une mission précise et mis à niveau selon les besoins. Comme son prédécesseur, le SWCS transportera six SEAL : un pilote, un copilote/navigateur et quatre passagers. Le SWCS peut être déployé à partir de la terre, de navires de surface et des Dry Deck Shelters (DDS) sur les sous-marins, cette troisième option étant la préférée pour des raisons de furtivité,.
Par rapport au DCS aux côtés duquel il servira, le SWCS pourra entrer dans des zones que le DCS ne peut pas atteindre. Il sera également déployable à partir de sous-marins, une capacité qui manquait au DCS en 2015.
Les dimensions plus grandes du SWCS nécessiteront l’agrandissement des DDS pour l’accueillir. La marine prévoit d’allonger le DDS de 50 pouces (1,3 m) et de tripler sa capacité de poids